# Tremulous (computerspel)

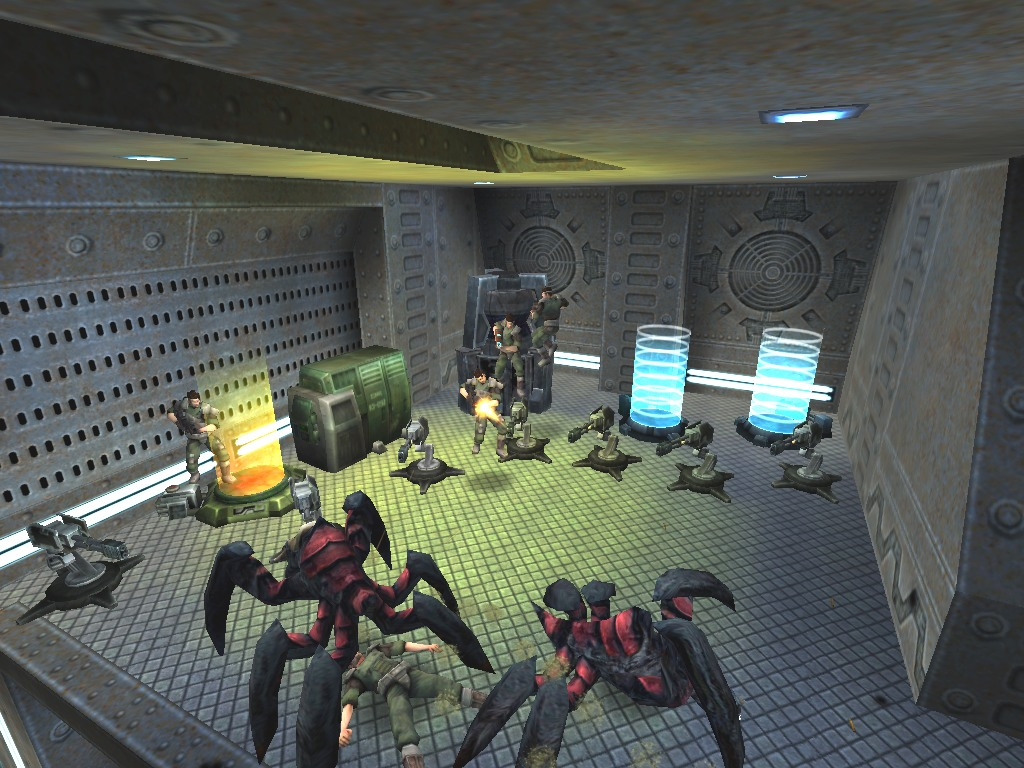
Screenshot van het spel.

Tremulous is een gratis computerspel dat elementen van een first-person shooter en real-time strategy combineert. Het multiplayerspel is ontwikkeld voor verschillende platforms en is beschikbaar voor Windows, Mac OS X en Linux.
Het spel is gebaseerde op de Quake 3-engine en is vrij beschikbaar onder de GPL-licentie.

## Spel
In het spel zijn er twee teams: de mensen en de aliens. Elk team moet de basis van de vijand aanvallen en tegelijkertijd hun eigen basis zien te verdedigen. Spelers van beide teams hebben aan het begin van het spel nog geen toegang tot alle mogelijke upgrades en gebouwen. Men krijgt toegang tot het volgende niveau wanneer een bepaald aantal frags zijn gehaald.
In totaal kunnen spelers 16 verschillende gebouwen bouwen, maar men moet rekening houden met dat spelers kunnen respawnen (opnieuw het level binnenkomen) en dat de basis optimaal kan worden verdedigd.

## Mods
In de loop van de tijd zijn er vele mods of modificaties ontwikkeld. Deze mods maken het spel afwisselender en voorzien in een betere balans tussen de teams van mensen en aliens.

## Trivia
- Tremulous is tussen 2003 en 2017 ruim 3,3 miljoen keer gedownload.